# Holotrichia mucida
Holotrichia mucida är en skalbaggsart som beskrevs av Gyllenhall 1817. Holotrichia mucida ingår i släktet Holotrichia och familjen Melolonthidae. Inga underarter finns listade i Catalogue of Life.